# Pleurophyllidiopsis
Pleurophyllidiopsis is een geslacht van weekdieren uit de klasse van de Gastropoda (slakken).

## Soorten
- Pleurophyllidiopsis amoyensis Tchang, 1934
- Pleurophyllidiopsis orientalis Lin, 1981
- Pleurophyllidiopsis tsingdaoensis Lin, 1981